# Innersdijk
Innersdijk is het ontgonnen veengebied in de provincie Groningen, globaal gelegen in de driehoek Groningen, Bedum en Ten Boer. Het maakt deel uit van de Centrale Woldgebied. Dit gebied had  - vanwege zijn lage ligging - vanaf de veertiende of vijftiende eeuw te kampen met ernstige wateroverlast, waardoor een aantal dorpen verlaten moest worden.

## Grenzen
- In het zuiden loopt de grens met Gorecht langs de Beijumer Zuidwending, die nu door de wijk Beijum en het nieuwe natuurgebied Kardinge loopt.
- In het oosten loopt de grens met Fivelingo langs Bedumer Zuidwending en het Kardingermaar.
- In het westen loopt de grens met Ubbega, een ander onderkwartier van Hunsingo, langs de Oude en Nieuwe Ae (ooit een zijtak van de Hunze), een kilometer ten westen van de Wolddijk.
- In het noorden grenst Innersdijk aan het Oosterambt van Hunsingo (het Hogeland).

In ruimere zin wordt onder Innersdijken ook wel het gebied binnen de Wolddijk, de Stadsweg en Hunze aangeduid.

## Bestuursdistrict
Innersdijk was tevens een van de onderkwartieren van het historische gewest Hunsingo en omvatte in de Middeleeuwen de kerspelen Bedum, Beijum, Ellerhuizen, Noordwolde, Zuidwolde en het verdwenen Oostbedumerwolde (Astarabederwalda). In de middeleeuwen werden Menkeweer en Onderwierum vermoedelijk bij het Halfambt gerekend, terwijl Westerdijkshorn bij Ubbega hoorde. In de zeventiende en achttiende eeuw werden de laatste twee bij Innersdijk geteld, terwijl de rechtstoel Menkeweer bij het Oosterambt hoorde.
Het onderkwartier Innersdijk wordt voor het eerst genoemd in 1371 als infra aggerem terre Hunsegonie of Innerdick, daarna ook als Inredijc of Binnendijc. De Waldmon (woudmannen) vormden echter al in 1252 een afzonderlijke eenheid binnen Hunsingo, waarvan de inwoners samen met hun buren uit het Oosterambt in Onderdendam bijeen kwamen voor rechtszittingen. In 1321 werd vastgelegd dat de vergaderingen van het Winsumerzijlvest behalve in Winsum ook in Onderdendam zouden worden gehouden. Een oudere benaming is Bederawaghenreda of Bederawaynrede (1323), waarmee kennelijk 'de wagenweg van Bedum' werd bedoeld.

## Waterstaat
Innersdijk was de naam van een schepperij binnen het Winsumer- en Schaphalsterzijlvest, begrensd door de Wolddijk, het Kardingermaar en het Damsterdiep. Hiertoe behoorde in de 17e en 18e eeuw tevens het gebied van het kerspel Noorddijk in het Gorecht. De schepperij, die in 1408 nog eenvoudigweg Bedum heette, is waarschijnlijk ontstaan uit drie afzonderlijke zijlvesten in Bedum, Zuidwolde en Noordwolde. Later werd ook Noorddijk eraan toegevoegd.

## Trivia
Innersdijk was een verpleeghuis in Groningen in de wijk Beijum en heette eerder Treslinghuis. De instelling in 2011 tijdelijk verplaatst naar Ten Boer. Het is een locatievestiging van de Zorggroep Groningen.